# Экономика Салавата
Экономика города Салавата представлена предприятиями нефтехимической, топливной, транспортной, легкой, пищевой промышленности, машиностроения, транспорта и связи, сферой обслуживания и образовательными учреждениями.
Формировалась с 1948 года, когда началось строительство комбината и поселка Новостройка. Большинство предприятий расположено в промышленной части города на севере Салавата.
На первом этапе основное направление экономики Салавата было строительство города и промышленных предприятий. На втором этапе — производство (переработка нефти) и обслуживание населения.

## Городской бюджет
По итогам 2010 года доходы бюджета Салавата составили 1 101 212,8 тыс. руб., расходы 1 698 852,8 тыс. руб. 
В структуре налоговых и неналоговых доходов удельный вес налоговых доходов составляет практически 76%. Это один из лучших показателей в республике Башкортостан.
По итогам 2012 года доходы в сумме 1 869 576,9 тыс. рублей, расходы в сумме 1 921 087,8 тыс. рублей,  с превышением расходов над доходами (дефицит бюджета городского округа город Салават Республики Башкортостан)  в сумме  51 510,9 тыс. рублей

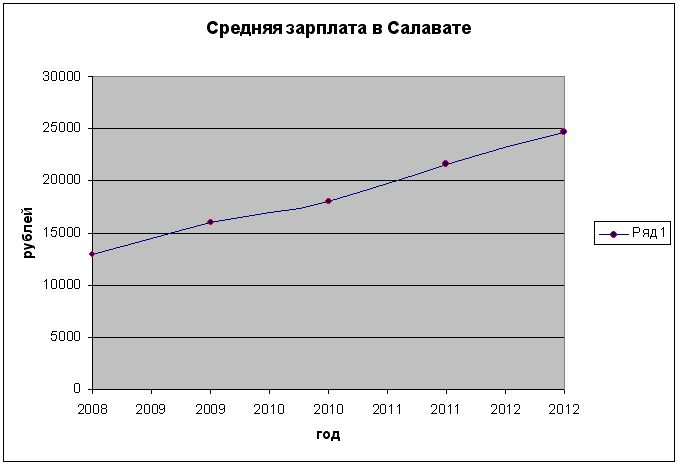

Средняя зарплата по городу составляет 24 700 рублей (2012г).
Доля поступлений в местный бюджет с малых и срежних предприятий составила 8, 82%.  Среднесписочная численность работников средних и малых предприятий (2011г) составила 14200 человек, или 20% трудоспособного населения города.
По итогам 2011 года доходы бюджета Салавата составили 1 867 100 тыс. руб., расходы 1 851 300 тыс. руб. В структуре расходов в 2011 году на долю образования приходится – 60,0%, жилищно-коммунального хозяйства – 10,3%, здравоохранения – 15,1%, общегосударственных вопросов – 3,5%, национальной экономики – 3,4%, социальной политики – 2,8%, культуры, кинематографии – 1,9%, национальной безопасности и правоохранительной деятельности – 1,4%, средств массовой информации – 0,3%.
На 2012 год  общий объем доходов бюджета городского округа город Салават  Республики Башкортостан прогнозируется в сумме 1 480 886,8 тыс. рублей; общий объем расходов - 1 546 886,8 тыс. рублей, в том числе межбюджетные трансферты в сумме  515 614,8 тыс. рублей; дефицит бюджета - 66 000,0 тыс. рублей.
Бюджет 2012 года будет социально направленным. На социальную политику и сферу социальных услуг запланировано 73,7процента всех расходов. Расходы, направляемые на жилищно-коммунальное хозяйство, составят 13,6 процента; на национальную экономику планируются 5,2 процента; на обеспечение национальной обороны, безопасности и правоохранительную деятельность – 1,2 процента; на другие направления расходов, включая резервный фонд – 6,2 процента всех расходов.

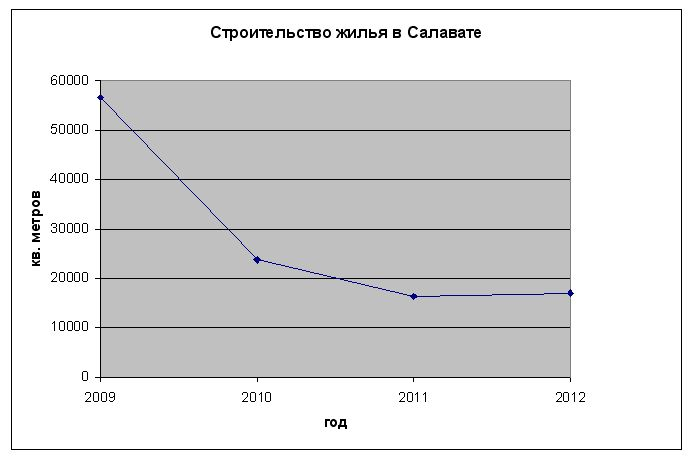

С 2013 года планирование бюджета города производится на 3 года.
Общий объем доходов на 2013 год прогнозировался на сумму 1 612 920,4 тыс. рублей, в 2014 ожидался рост на 3,9% по сравнению с 2013 годом. В 2015 году рост составит 7,2 % к прогнозному уровню бюджета 2014 года.
В 2013 году  68 % городской казны составят собственные  доходы, 32% субвенции из вышестоящих бюджетов.
Дефицит бюджета составит 100 млн. рублей. Недостающую сумму предлагается взять в кредит из расчета будущих поступлений.
Наибольший удельный вес расходов казны по составят расходы на социальную политику и ЖКХ 87% бюджет распределен на строительство детских садов, реконструкция бассейна «Алмаз» увеличение заработной платы работникам устройство дорог и наружного освещения бюджетной сферы, улучшение детского питания, празднование юбилея города увеличение объема на питание школьников и т.д.
В 2014 году бюджет городского округа Салават составил 2 027 млн. рублей, налоговые доходы - 660 млн. рублей.  Введено в строй 36 тыс. метров жилья. Жителям города предоставлено бесплатно 89 земельных участков.
Развитие капитализма в стране неизбежно сопровождается кризисами. Очередной кризис наступил в 2014-2015 годах. В 2015 году в городе ожидается рост безработицы, спад производства, ликвидация мелких предприятий, рост цен на жилье, продукты и промышленные товары.

## Промышленность

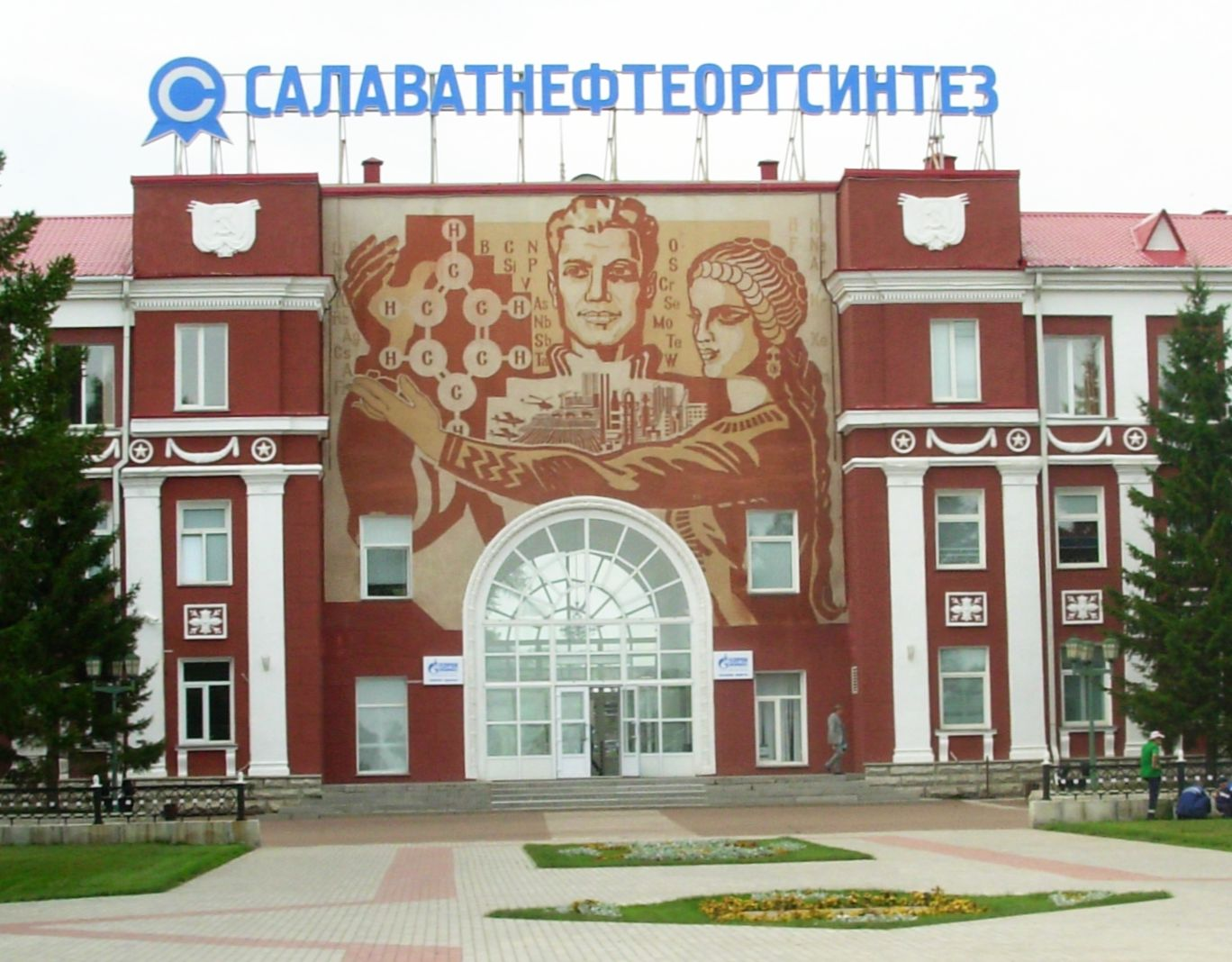
Газпром нефтехим Салават

### Нефтехимическая и химическая промышленности
Город возлагает очень большие надежды на проект создания в Салавате Всероссийского центра нефтехимии. На базе ОАО «Газпром нефтехим Салават» должен возникнуть комплекс предприятий, который позволит по кластерной схеме задействовать производственные мощности комбината.
- ОАО «Газпром нефтехим Салават» [3]. Доля продукции ОАО «Газпром нефтехим Салават» в объеме отгруженной промышленной продукции по Салавату достигает 94 %.

Средняя зарплата по комбинату составляет 15 тыс. руб.

### Стекольная промышленность
Стекольные предприятия Салавата являются крупнейшими в России.
- ОАО «Салаватстекло»
- ОАО «Салаватский оптико-механический завод» предприятие ликвидировано (банкротство)

### Машиностроительная промышленность
- ОАО «Салаватнефтемаш» [4]

На предприятии производится колонное, теплообменное, ёмкостное оборудование, отстойники, компенсаторы и др. изделия для нужд нефтехимической промышленности.

### Лёгкая промышленность
- ЗАО «Салаватская швейная фабрика»

### Пищевая промышленность
- ОАО «Салаватский хлебокомбинат»

### Строительство
Строительная отрасль Салавата переживает серьёзные проблемы. В городе нет генерального плана строительства, отсутствуют новые строительные площадки, возникли проблемы обманутых дольщиков.
- Трест «Салаватстрой». Трест "Салаватстрой", построивший весь город Салават, находится в стадии банкротства и распродажи имущества.

В Салавате принята и реализовывается программа «Развитие малоэтажного жилищного строительства в городском округе г.Салават РБ «Свой дом» на 2010-2013 годы». Программа предусматривает развитие городского округа и строительство малоэтажного жилья в микрорайонах № 7, жилой район Юлдашево I, II, III очереди, жилого района «Западный».

### Теплоэнергетика
- Салаватская ТЭЦ
- Ново-Салаватская ТЭЦ

### Прочие предприятия
- ДОК — деревообрабатывающий комбинат.
- Бетонный завод
- ООО"САЛАВАТПОЛИМИКС" — занимается поставкой нефтепродуктов всей номенклатуры с предприятий Башкирии, поставкой цемента с предприятий России. Строительные работы.
- ООО"Тунфан" — производство полипропиленовой мягкой тары.
- ООО «Аналитика» — промышленная автоматизация, разработка ПО, АИИС КУЭ
- ИП Коргунюк В. Г. — предприятие по производству мягкой мебели для жилых квартир и офиса.

## Предприятия жилищно-коммунального хозяйства
- МУП «Салаватская Дирекция единого заказчика»
- МУП «Асфальтобетонный завод»
- МУП «Салаватводоканал»
- ООО «Промводоканал»

## Транспорт и связь
В Салавате разработана концепция развития городского пассажирского транспорта на 2012-2015 годы, в которой в частности предусмотрено снижение транспортной нагрузки улиц за счет строительства трамвайной линии в черте городского округа, использование автобусов большой вместимости на внутригородских маршрутах. 

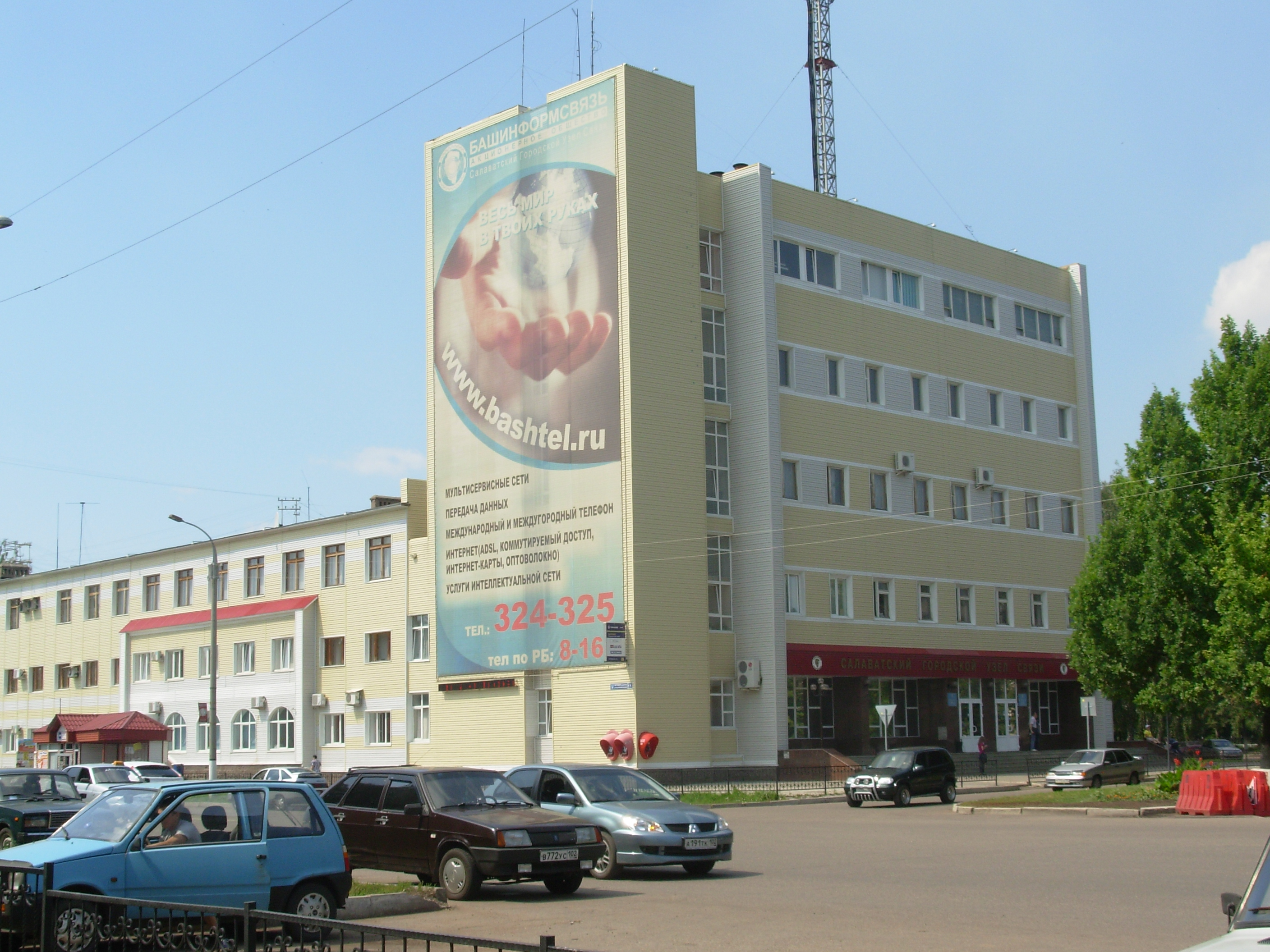
Салаватский городской узел связи

- Салаватское автотранспортное предприятие — филиал ГУП «Башавтотранс»
- Салаватский городской узел связи ОАО «Башинформсвязь»
- ОСП «Ишимбайский почтамт»
- Салаватское отделение ОАО «Уфанет».
- Операторы сотовой связи.

## Торговля
В 2012 году на территории города зарегистрировано 197 продовольственнхе магазина и 220 непродовольственных магазинов. Осуществляют деятельность 15 оптовых предприятий торговли. Действуют такие формы дистанционной торговли, как по каталогу, по буклетам, по фото – снимкам.
В Салавате работают магазины торговых сетей: М.видео, Чемпион, Спортмастер, Магнит, Пятёрочка, Копейка, Стройландия.
Работают два рынка, вьетнамский рынок. Доля малого бизнеса в сфере торговли достигает 60 %.
В 2012 году в городе построен и открыт супермаркет "Магнит" с размером торговой площади в 8 000  кв. м.

## Экология
Территория Салавата отнесена к зоне высокого загрязнения атмосферы, скоплению в атмосфере загрязняющих примесей.
В городе принята целевая программа «Экология и природные ресурсы».

## Инвестиции
Городу необходимо изыскать около 500 млн рублей для достройки городской больницы, строительство которой длится уже 30 лет.

## Интересные факты
В 2012 году размер пособия по погребению составит 5 192 руб. 94 копейки.
В Салавате реализовывается программа – «Доступная среда» на 2011-2015 годы. По этой программе в городе создаются условия жизни инвалидам, равные с другими гражданами для их участия в жизни общества за счет формирования общей среды жизнедеятельности с учетом потребностей инвалидов.

## См.также
Салават